# Albert Hagers
Albert Hagers (Atherstone, 16 maart 1915 – Oostende, 2005) was een 20ste-eeuwse figuratieve Oostendse kunstschilder die zijn inspiratie vooral in eigen streek zocht.

## Levensloop
Hagers deed artistieke studies tijdens het interbellum aan de Oostendse Kunstacademie bij Alfons Blomme en Daan Thulliez. Hij verbleef in Groot-Brittannië tijdens de Tweede Wereldoorlog.
Hagers was lid van de Oostendse Kunstkring en nam deel aan de tentoonstellingen van deze kring (in de Kon. Gaanderijen).
- 1953 : “Oude boer”, “Langs de kaai”, “Vis sorteren”, “Even kijken”, “Koeien”, “Op het strand”
- 1955 : “Roeier”, “Kaartspelende vissers” en “Heimwee”.
- 1958 : “Zonsondergang”, “Landschap”, “Huisvrouwtje” en “Boer”

In 1957 had hij een tentoonstelling in de Albertschool in Oostende, samen met Gustaaf Sorel en Charles Vandevelde.
Hij werd onderscheiden met de zilveren medaille van de Stad Parijs (1955) en geselecteerd voor de 'Grote Prijs voor Schilderkunst van de Stad Oostende' (1960).
Kleine retrospectieve in het Museum voor Schone Kunsten Oostende, 2002.
Hagers woonde aan de Steense Dijk 22a, in Oostende (voor de fusie : grondgebied gemeente Stene)

## Openbare verzamelingen
-Oostende, Mu.ZEE (voorheen Museum voor Schone Kunsten Oostende)